# Марьянков, Виталий Владимирович
Виталий Владимирович Марьянков (17 января 1957) — советский и казахстанский футболист, защитник; тренер. Мастер спорта СССР (1989). Мастер спорта Казахстана (1999).
Всю карьеру игрока провёл в клубе «Химик»/«Тараз» Джамбул. Во второй лиге первенства СССР в 1977—1991 годах сыграл 475 матчей, забил 11 голов. В 1994 году в чемпионате Казахстана сыграл 15 матчей.
В 1991 году окончил факультет физического воспитания Казахского института физкультуры.
В 1991—1993 — начальник команды «Химик». В 1993—1994 главный тренер «Фосфора» Джамбул. С 1995 — начальник команды «Тараз». В 1998 — второй тренер «Тараза». В 1999—2001 старший тренер ФК «Кайсар» Кызыл-Орда.
С марта 2001 года — тренер в Академии футбола имени Юрия Коноплева.